# Triángulo urogenital
El triángulo urogenital es la parte anterior del periné. En las hembras de mamíferos, contiene a la vagina y partes asociadas de los genitales externos.

## Estructura
El triángulo urogenital es el área encerrada por un triángulo con un vértice en la sínfisis del pubis y los otros dos vértices en las tuberosidades isquiáticas del coxal.

## Componentes
Como es de esperar, el contenido del triángulo urogenital varía considerablemente entre el macho y la hembra. Algunos de los componentes incluyen:
- Nervios escrotales posteriores / Nervios labiales posteriores
- Glándulas bulbouretrales / Glándulas de Bartholino
- Músculos
  - Músculo transverso superficial del periné
  - Músculo isquiocavernoso
  - Músculo bulboesponjoso
- Crura del pene / Crura del clítoris
- Bulbo del pene / Bulbo vestibular
- Diafragma urogenital
- Cuerpo muscular del periné
- Espacios superficial y profundo del periné
- Vasos sanguíneos y linfáticos

## Imágenes adicionales

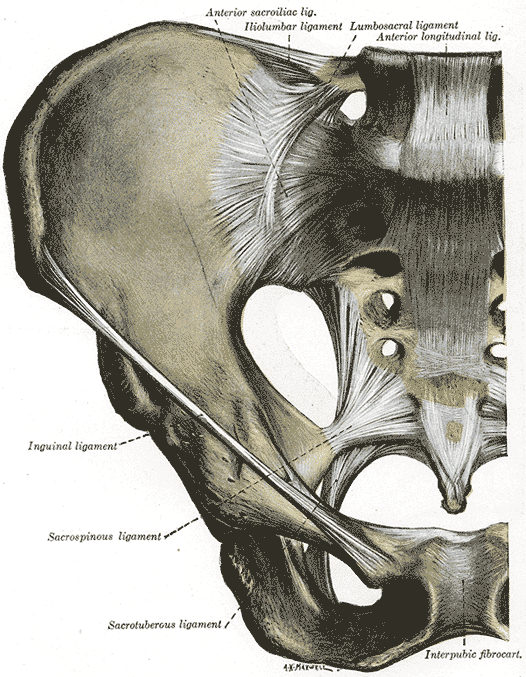
Articulaciones de la pelvis. Vista anterior.
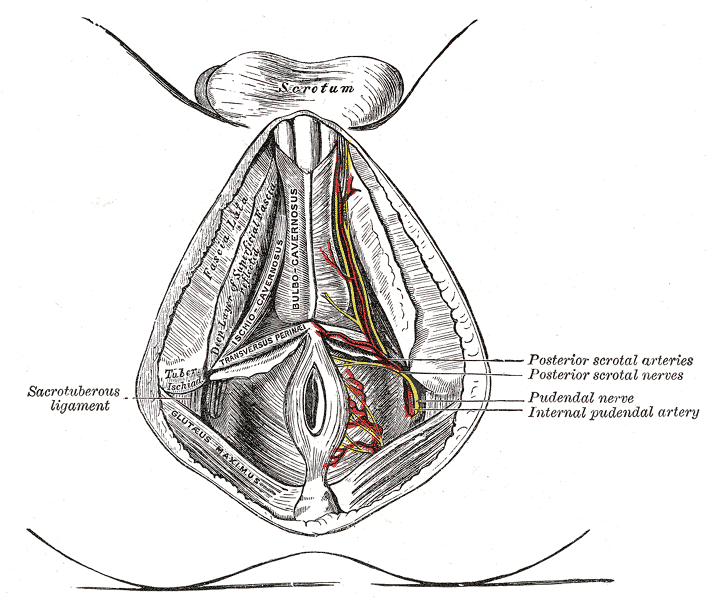
Las ramas superficiales de la arteria pudenda interna.
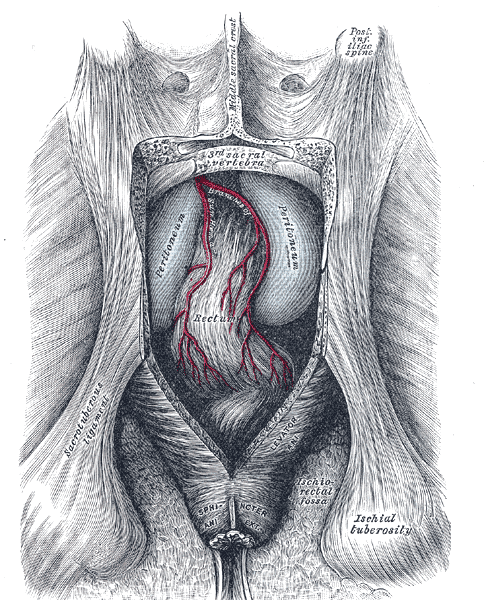
Vista posterior del recto, expuesta al remover la parte inferior del sacro y del cóccix.